# 熱帯収束帯

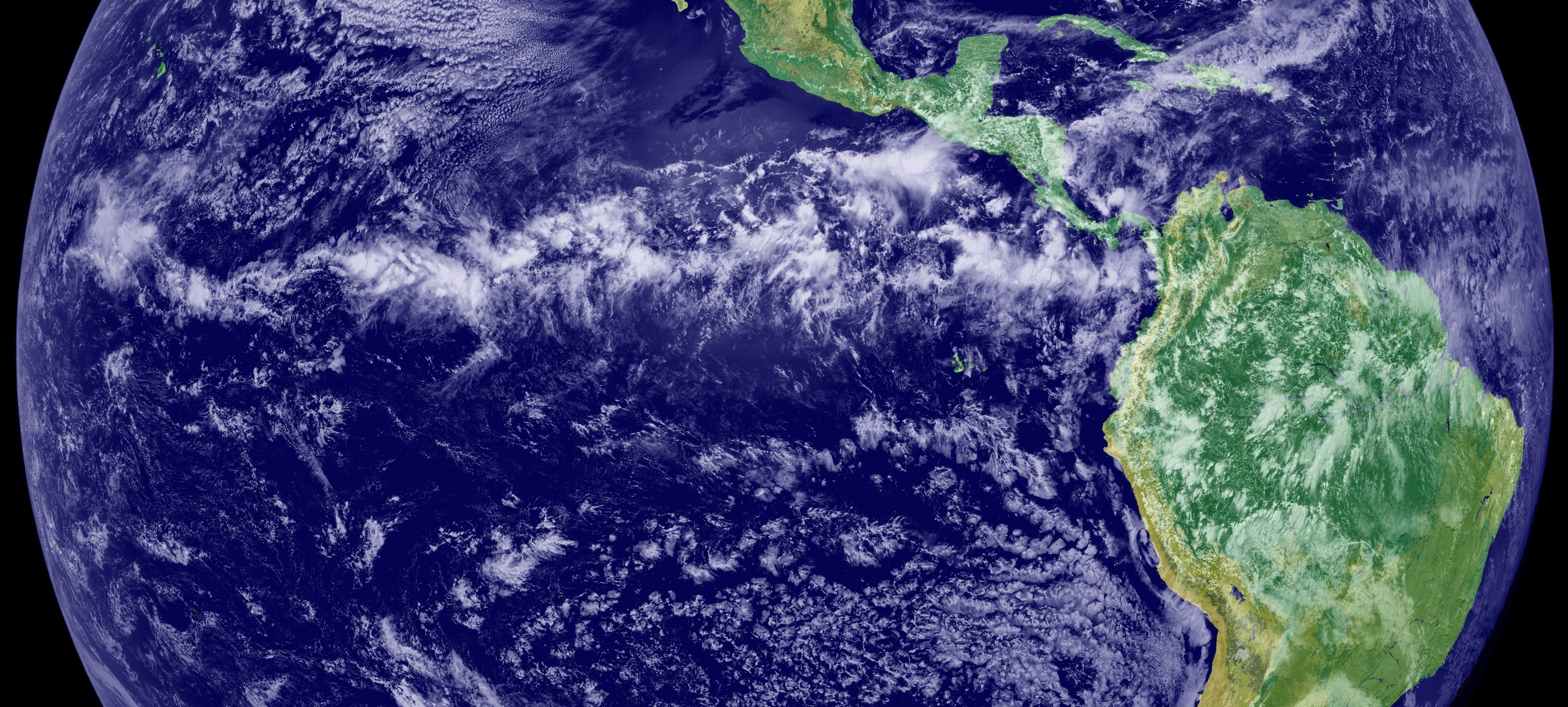
熱帯収束帯上に発生している雲の帯の衛星画像、東太平洋

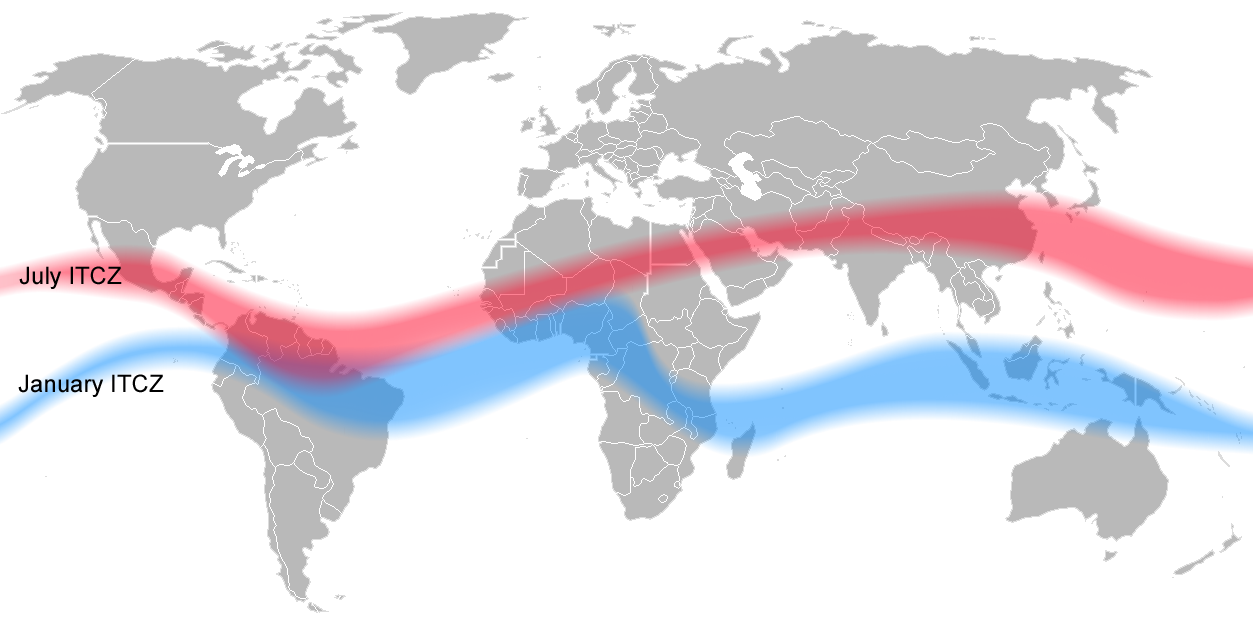
7月の熱帯収束帯（赤色）と1月の熱帯収束帯（青色）の位置

熱帯収束帯（ねったいしゅうそくたい、英語: Intertropical Convergence Zone、略称：ITCZ）は、大気循環の中で赤道付近に形成される低気圧地帯のこと。赤道低圧帯とも呼ぶ。

## 概要
大気循環の中では、日射量の多い赤道付近で上昇気流が形成され、ここで上昇した空気は緯度20–30度の低緯度地域で下降気流となる（亜熱帯高圧帯）。このため赤道地域は低気圧、低緯度地域は高気圧となり、地上では常に赤道へ向かって吹き込む気流が形成される。この風を貿易風という。地上付近においては、熱帯収束帯の北側で北東貿易風、熱帯収束帯の南側で南東貿易風が吹く。地上から対流圏を観測すると、南北の高圧帯から常に風が吹き溜まり、常時風がこの帯域に収束しているように見えるので熱帯収束帯という名前が付いている。
また、熱帯収束帯の上空、対流圏界面に当たる高度12～17km付近では、風速の特に強い東風が帯状に分布している（赤道偏東風ジェット気流）。この風は、熱帯低気圧やモンスーンの発生に関与していると考えられている。

## 熱帯収束帯の南北移動
熱帯収束帯は地上から見た太陽の位置が南北に動くのにあわせて南北に移動する。
北半球が夏となる7月前後には、サハラ砂漠～アラビア半島～ヒマラヤ山脈付近～中国長江流域～南西諸島～マリアナ諸島～ハワイ～メキシコ南部～中米～南米ギアナ地方に分布し、これが最北分布地域となる。この時期は日本のすぐ南の海上にまで分布している。梅雨の多雨は、熱帯収束帯から流入する高温多湿の空気の影響もある（梅雨の場合、熱帯収束帯の東風が北向きに曲げられ、亜熱帯高圧帯に割り込んで偏西風帯に流れ込んでいる）。
南半球が夏となる1月前後には、ギニア湾岸～セーシェル～インドネシア～バヌアツ～フランス領ポリネシア～ガラパゴス諸島～アマゾン付近に分布し、これが最南分布地域となる。
南米アマゾンや西アフリカ付近は年間を通して熱帯収束帯となるが、インド洋や太平洋では大きく移動する。分布域をみると、陸地に沿った分布をしているようにも見えるが、これは陸地が海洋よりも暖まりやすくその分上昇気流が強いことが影響している。
このため、季節によって熱帯収束帯からはずれる地域は乾季をもつことになる。この地域は、陸上ではサバナなどの草原や疎林からなる地域が多く、サバナ気候や熱帯モンスーン気候と呼ばれる気候帯に属することが多い。一方、年間を通して熱帯収束帯のもとに置かれた地域は一年中湿潤である。熱帯雨林に覆われた熱帯雨林気候であることが多い。
ただ、熱帯収束帯は毎年同じ地域に分布するわけではなく変動があり、平年以上に熱帯収束帯に覆われると多雨になる一方、熱帯収束帯に覆われないと少雨続きで旱魃になってしまう。
季節移動する熱帯収束帯はしばしば、「モンスーントラフ」（monsoon trough）という気象用語で呼ばれることがある。そもそも、熱帯では天気図上に円形の低気圧はほとんどなく、代わりに細長いトラフ（低圧帯、低圧部）が存在し、これが低気圧特有の天気をもたらす。熱帯収束帯も大規模なトラフであり、数週間～数カ月にわたって停滞してモンスーンをもたらすことから、こう呼ばれている。